# عظیم‌آباد (کوثر)
عظیم‌آباد یک منطقهٔ مسکونی در ایران است که در دهستان سنجبد جنوبی واقع شده‌است. براساس سرشماری مرکز آمار ایران در سال ۱۳۹۵، عظیم‌آباد ۲۳ نفر جمعیت دارد.